# سعود فرحان
سعود فرحان لاعب كرة قدم قطري.

## مسيرة اللاعب
كان يلعب في نادي الريان و إعير إلى النادي البنزرتي في عام 2018 و لعب لهم موسم وبعدها عاد إلى نادي الريان و أعير إلى نادي الشحانية في عام 2019 و أعير إلى نادي الخريطيات في عام 2020 و لعب بعدها مع نادي أم صلال ونادي مسيمير.

## روابط خارجية
- سعود فرحان على موقع Soccerway.com (الإنجليزية)